# Lingua slavey
La lingua slavey o lingua degli schiavi (dall'inglese slave, «schiavo») è una macro-lingua della famiglia linguistica athabaska del nord, parlata nel nord-ovest del Canada, lungo il fiume Mackenzie.

## Scrittura
Lo slavey-hare o più brevemente slavey si scrive con l'alfabeto latino.

## Dialetti
La lingua ha svariati dialetti che sono stati classificati in due gruppi:
- Slavey settentrionale
- Slavey meridionale

### Slavey settentrionale
Lo slavey settentrionale (Sahtúot'ı̨nę Yatı̨́, codice linguistico: [scs]), è l'insieme di tre dialetti, parlati nei Territori del Nord-Ovest dagli indiani Shatu o Slavey del nord:
- ᑲᑊᗱᑯᑎᑊᓀ K'áshogot'ıné (Lepre), parlato dai Gahwié got'iné («Pelle di coniglio») o K'áshogot'ıne («Popolo della grande lepre», riferimento alla loro dipendenza dalle lepri per alimentarsi e vestirsi, in francese vengono definiti Peaux de Lievre Locheaux)
  - ᓴᑋᕲᒼᑯᑎᑊᓀ Sahtúgot'ıné (Lago dell'orso), parlato dai Sahtu Dene o Sahtú got'iné (Popolo del lago dell'orso o Gens du Lac d'Ours)
- ᗰᑋᑯᑎᑊᓀ Shıhgot'ıne (Montagne), parlato dai Shıhgot'ıné, Shuhtaot'iné o Shotah Dene (Popoli della montagna anche chiamati Nahagot'iné, Nahaa o Nahane Dene - Popolo dell'ovest, chiamati così perché vivono nelle montagne più ad ovest dell'areale dove viene parlata la lingua, tra i Monti Mackenzie e il fiume Mackenzie.)

Secondo lo Statistics Canada, nel 2006 i locutori totali erano 1.235, dato che però contrasta coi 230 del censimento 2011 riportato da ethnologue.com, inoltre quest'ultima organizzazione denuncia che la lingua corre pericolo d'estinzione, infatti, come molte delle lingue amerinde nordamericane, soffrirebbe del processo di deriva linguistica verso l'inglese, per cui i giovani tendono parlare quest'ultimo idioma a scapito di quelli tradizionali.

### Slavey meridionale
Lo slavey meridionale (ᑌᓀ ᒐ Dene-thah, Dené Dháh o Dene Zhatıé, [xsl]), è parlato dagli indiani Slavey del sud, conosciuti coi nomi di Dehghaot'ine, Deh Cho o Etchareottine (“La gente che abita sotto la tettoia"), nella regione del Grande Lago degli Schiavi, lungo il corso superiore del Mackenzie che loro chiamano Deh Cho («grande fiume»), tra il nordest dell'Alberta ed il nordovest della Columbia Britannica.
Anche in questo caso c'è una grossa differenza, per quanto riguarda il numero di locutori, 2.310 (2006) secondo Statistics Canada, 530 (2011) secondo ethnologue che anche in questo caso denuncia il pericolo d'estinzione per la lingua, infatti quasi tutte le comunità sono bilingue, coi bambini che parlano Slavey a casa ed inglese a scuola.

## Fonologia
Le divisioni tra i dialetti Slavey, si basano soprattutto sul modo in cui vengono pronunciati i suoni: *dz *ts *ts' *s e *z, dell'antico Proto-Athabaskan.

### Consonanti
Di seguito la lista dei fonemi consonantici dello Slavey, in ortografia «indianist », con la loro pronuncia, scritta in AFI :
| Tipo        | Tipo        | Bilabialii | Dentali    | Alvéolari   | Alvéolari  | Postalvéolari | Dorsali  | Dorsali | Glottali |
| ----------- | ----------- | ---------- | ---------- | ----------- | ---------- | ------------- | -------- | ------- | -------- |
| Tipo        | Tipo        | Bilabialii | Dentali    | Centrali    | Laterali   | Postalvéolari | Palatali | Velari  | Glottali |
| Occlusive   | simples     | b [p]      | d [t]      |             |            |               | g [k]    | ʼ [ʔ]   |          |
| Occlusive   | aspirées    |            | t [tʰ]     |             |            |               | k [kʰ]   |         |          |
| Occlusive   | eiettive    |            | tʼ [tʼ]    |             |            |               | kʼ [kʼ]  |         |          |
| Affricate   | simples     |            | dð [t͡θ]    | dz [t͡s]     | dl [t͡ɬ]    | j [t͡ʃ]        |          |         |          |
| Affricate   | aspirate    |            | tθ [t͡θʰ ]  | ts [t͡sʰ ]   | tł [ t͡ɬʰ ] | č [ t͡ʃʰ ]     |          |         |          |
| Affricate   | eiettive    |            | tsʼ [t͡sʼ ] | tłʼ [ t͡ɬʼ ] | čʼ [ t͡ʃʼ ] |               |          |         |          |
| Fricative   | sourdes     |            | θ [θ]      | s [s]       | ł [ɬ]      | š [ʃ]         |          | x [x]   | h [h]    |
| Fricative   | sonores     |            | ð [ð]      | z [z]       | l [ɬ]      | ž [ʒ]         |          | ɣ [ɣ]   |          |
| Nasali      | Nasali      | m [m]      | n [n]      |             |            | ñ [nʲ ]       |          |         |          |
| Semi-vocali | Semi-vocali | w [w]      |            |             |            |               | y [j]    |         |          |

### Vocali
- a [a]
- e [ɛ]
- ə [e] o [ie]
- i [i]
- o [o]
- u [u]

Le vocali nasali vengono marcate con un ogonek, per esemplo ⟨ą⟩ [ã]
Il dialetto meridionale non ha la vocale ⟨ə⟩.